# Acord quatríada
Un acord quatríada (també anomenat acord de sèptima o acord tètrada) és un conjunt de quatre notes diferents que sonen alhora i estan separades entre elles per tres intervals de tercera. Per exemple: de Do a Mi (1er interval de tercera), de Mi a Sol (2n interval de tercera), de Sol a Si (3r interval de tercera), apareix doncs l'acord: do, mi, sol, si. Tanmateix, també es pot dir que un acord quatríada està format per la 1a, 3a, 5a i 7a notes.
Hi ha set espècies diferents d'acords quatríades, segons com es combinin els tres intervals de terceres (si es combinen amb terceres majors o menors).
Exemple:
Do, Mi, Sol, Si 
Do, Mi, Sol, Si b
Do, Mi b, Sol, Si b
Aquests, per exemple, tres acords son quatríades (de sèptima) però sonen diferents, són d'espècies diferents, perquè la distància intervàl·lica entre les seves terceres és diferent a cada acord.
En anglès s'anomena "tetrad" i en francès "accord de quatre notes".